# Macrocheles glaber
Macrocheles glaber är en spindeldjursart som först beskrevs av Müller 1860.  Macrocheles glaber ingår i släktet Macrocheles och familjen Macrochelidae. Inga underarter finns listade i Catalogue of Life.